# Wilhelm Giese (Physiker)
Wilhelm Giese (* 27. Mai 1847 in Kolberg, Pommern; † 15. Mai 1909 in Charlottenburg) war ein deutscher Physiker und Polarforscher.

## Leben
Giese studierte von 1868 bis 1873 Mathematik und Physik an der Universität Zürich und an der Friedrich-Wilhelms-Universität Berlin. Von 1875 bis 1877 war er Lehrer am Joachimsthalschen Gymnasium in Berlin. Anschließend wurde er Assistent bei Hermann von Helmholtz. 1880 legte er seine Dissertation mit dem Titel Über den Verlauf der Rückstandsbildung in Leydener Flaschen bei constanter Potential-Differenz der Belegungen vor. Das von ihm verwendete Giese-Element, eine Form des Daniell-Elements, bei der eine dünne Glaswand als Diaphragma dient, kann als Vorläufer der Glaselektrode betrachtet werden.
Giese untersuchte auch die Leitfähigkeit von Gasen und Plasmen. Er erkannte als Erster, dass die elektrische Leitung in heißen Gasen und Flammen auf die Bewegung von Ionen zurückzuführen ist.
1882/1883 leitete er die deutsche Expedition zum Kinguafjord (Baffininsel) im Rahmen des Ersten Internationalen Polarjahrs.
Wilhelm Giese starb 1909 ledig in seiner Wohnung in der Bayreuther Straße 11 (damals Charlottenburg, heute Schöneberg).

## Werke
- Experimentelle Beiträge zur Kenntnis vom elektrischen Leitungsvermögen der Flammengase. In: Annalen der Physik. Band 17, 1882, S. 1–41, 236–256, 519–549.
- Grundzüge einer einheitlichen Theorie der Electricitätsleitung. In: Annalen der Physik. Band 37, 1889, S. 576–609.